# Слива домашняя 'Ренклод Харитоновой'
Слива домашняя 'Ренклод Харитоновой' — крупноплодный сорт сливы домашней среднего срока созревания, универсального назначения.

## Происхождение
Сорт получен от посева семян сливы 'Ренклод Альтана'. Согласно другому источнику получен в результате интрогрессивных скрещиваний формы Евразия-21 с сортами домашней сливы.

## Районирование
Введён в Государственный реестр с 1993 года по Центрально-Чернозёмному региону.

## Биологическое описание
Дерево сильнорослое, с пирамидальной приподнятой кроной. Крона редкая, средней облиствённости. Побеги прямые или слабоизогнутые, буровато-зелёной окраски, сильно опушённые. Чечевичек много. Почки конические, тёмно-коричневые, прижатые к побегу.
Листья средней величины, широкояйцевидной формы с заострённой вершиной и овальным основанием, край листа мелкогородчатый, окраска тёмно-зелёная, общий рельеф изогнутый дугой. Черешок короткий, средней толщины, цилиндрической формы, буроватого цвета. Желёзки крупные, округлые, жёлтого цвета, по 1—2 штуки.
Цветки белые. Рыльце пестика расположено выше пыльников. Лепестки овальные, края лепестков соединяются друг с другом. Чашечка конической формы, светло-зеленого цвета. Цветоножка толстая, средняя, со слабым опущением. Плодоношение на копьецах и однолетнем приросте.
Плоды округло-овальной формы, массой 40 г. Форма вершины и основания округлые, у основания мелкое углубление. Основная окраска тёмно-фиолетовая, почти чёрная, с густым голубым восковым налетом. Мякоть светло-зелёная, плотная, хрящеватая. Косточка эллиптической формы, цвет свежей косточки светло-коричневый, форма верхушки овальная, брюшной шов бороздчатый, отделяемость от мякоти хорошая. Плодоножка короткая, хорошо отделяется от ветки, при созревании плоды не осыпаются. Вкус кисловато-сладкий. Дегустационная оценка — 4,5 балла. В. И. Сусов относит 'Ренклод Харитоновой' к наиболее вкусным сортам, наряду с сортами 'Конфетная', 'Кооперативная', 'Алёнушка', 'Машенька', 'Богатырская'. Биохимический состав: сухих веществ — 15,9—18 %, сахаров — 12,5 %, кислот — 1,05 %, Р-активных катехинов — 52,5 мг/100г, аскорбиновой кислоты — 15,75 мг/100 г. Плоды десертного и технологического назначения. Транспортабельные. Косточка овально-усечённой формы, ребристая, свободная, легко отделяется от мякоти.

## В культуре
Сроки цветения и созревания средние. В пору плодоношения вступает на 4 год. Урожайность ежегодная, хорошая.
'Ренклод Харитоновой' устойчив к монилиальному ожогу.